# Трёхвёрстка (приток Сормы)
Трёхвёрстка — река в России, в Вологодской области и (большей частью) в Карелии, правый приток Сормы.
Берёт исток в болотистой безлюдной местности на северо-западе Саминского сельского поселения Вытегорского района Вологодской области. Течёт на северо-запад, через 1,5 км пересекает границу Пудожского района Карелии. Пересекается автодорогой А119, поворачивает на юго-запад и впадает в Сорму в 2 км до её впадения в Муромское озеро. Длина реки составляет 12 км. Населённых пунктов на берегах Трёхвёрстки нет.

## Данные водного реестра
По данным государственного водного реестра России, относится к Балтийскому бассейновому округу, а в нём — к речному бассейну Невы (включая бассейны рек Онежского и Ладожского озёр) и к подбассейну Свири (включая реки бассейна Онежского озера). Водохозяйственный участок, на котором находится Трёхвёрстка, — бассейн Онежского озера без рек: Шуя, Суна, Водла и Вытегра.
Код объекта в государственном водном реестре — 01040100612102000017208.